# Hospital Universitário do Norte da Noruega
O Hospital Universitário do Norte da Noruega (em norueguês:  Universitetssykehuset Nord-Norge) fica situado na cidade de Tromsø, no norte da Noruega. 
Foi criado em 1922 pelo antigo condado de  Troms e  pela comuna de Tromsø.
Serve como hospital universitário, hospital local de Midt-og Nord-Troms e hospital regional da região sanitária do norte do país.                                                                                                 Acolhe pacientes somáticos e psiquiátricos.
Dispõe de 800 lugares de tratamento, servidos por 6 000 funcionários. 

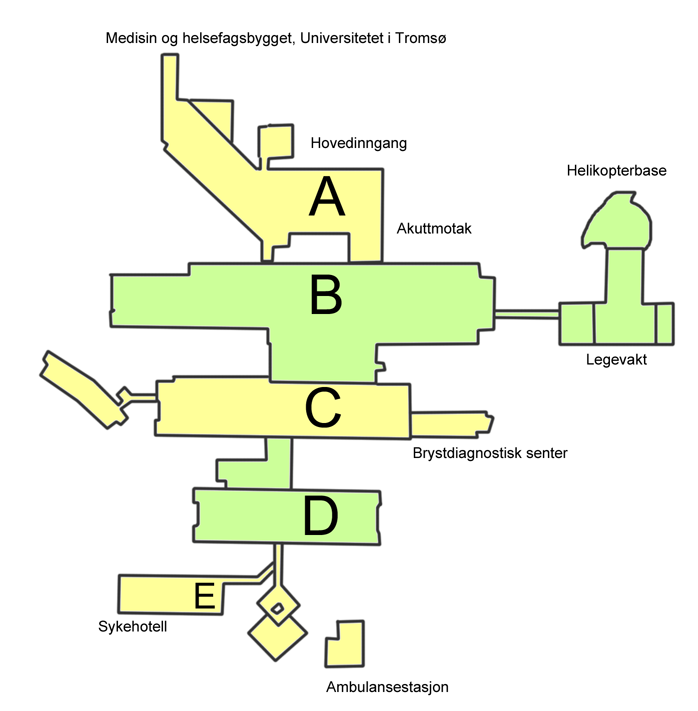
Planta do hospital
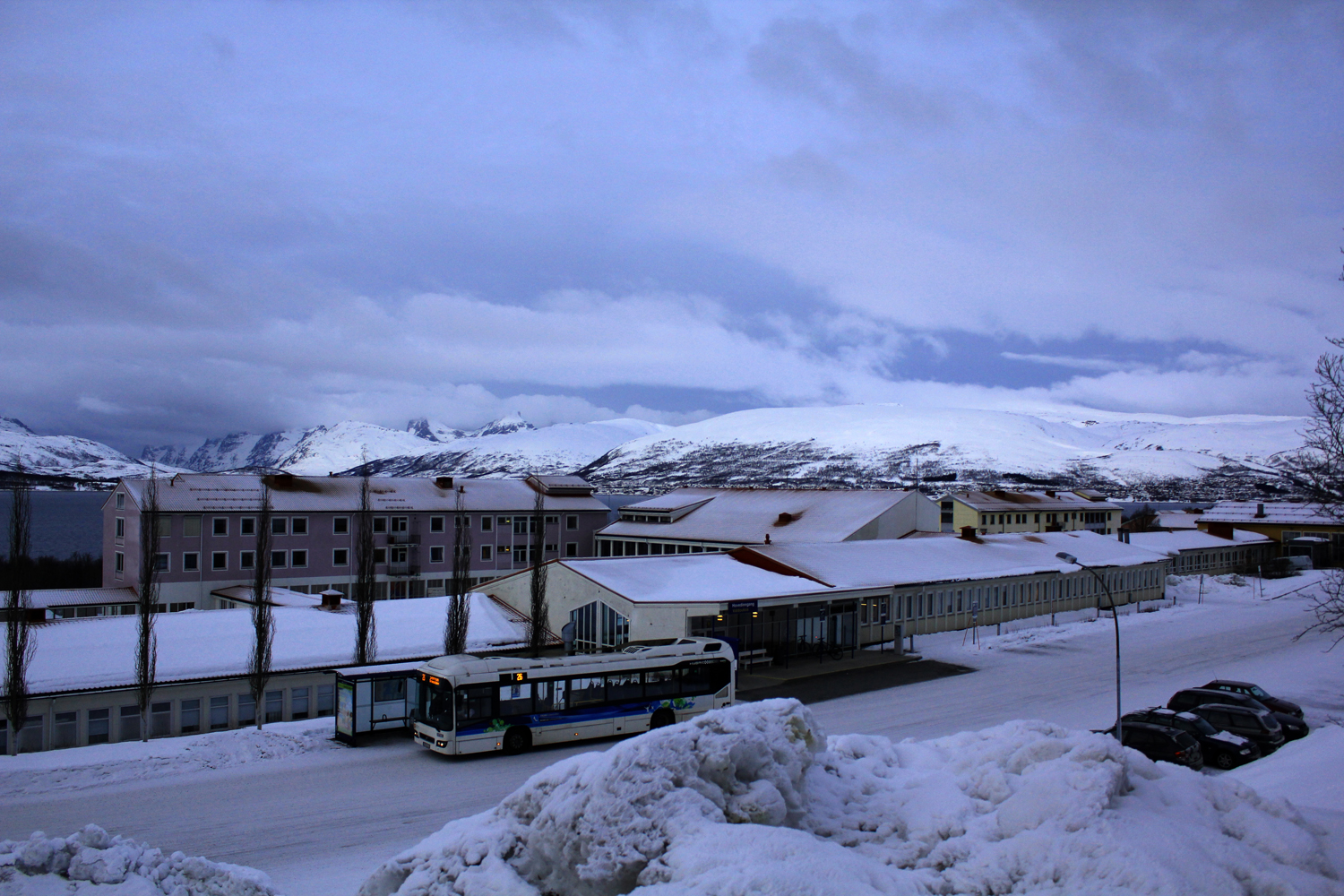
Psiquiatria especial em Åsgård